# Andrej Antonovics Grecsko
Andrej Antonovics Grecsko (oroszul: Андрей Антонович Гречко; Golodajevka, 1903. október 17. – Moszkva, 1976. április 26.) szovjet marsall, a Szovjetunió kétszeres Hőse.

## Élete
A második világháború alatt hadseregparancsnok volt, s mint ilyen, harcolt a Kaukázusban, majd a 4. Ukrán Front alárendeltségében az 1. hadsereg parancsnoka volt. Csapataival átkelt a Kárpátokon, és javarészt az egykori Csehszlovákia területén harcolt a németekkel. 1953-tól 1957-ig a Kelet-Németországban állomásozó szovjet megszálló erők parancsnoka volt. Csapatai verték le az 1953-as keletnémet felkelést.
1955-ben marsallá léptették elő. 1957-től a védelmi miniszter első helyettese, a szárazföldi csapatok főparancsnoka. 1960 és 1967 között a védelmi miniszter első helyettese, a Varsói Szerződés Egyesített Fegyveres Erőinek főparancsnoka, majd 1967-től – egészen haláláig – honvédelmi miniszter (1976).
Jelentős volt irodalmi munkássága is, a tizenkét kötetes hivatalos világháború-történet főszerkesztője volt.

## Művei
- Kijev felszabadítása (Освобождение Киева, 1973)
- Háborús évek. 1941–1943 (Годы войны. 1941–1943, 1976)

### Magyarul
- Harc a Kaukázusért (Битва за Кавказ); ford. Auer Kálmán, Sörös Lajos, Terényi István; Zrínyi, Bp., 1970
- A béke és a kommunizmus építésének őrhelyén; ford. Kallai János; Zrínyi, Bp., 1973
- A szovjet állam fegyveres erői; ford. Pirityi Sándor; Zrínyi, Bp., 1976
- A Kárpátokon át (Через Карпаты, 1972); ford. Gellért György; Zrínyi, Bp., 1977[3]
- A szovjet állam fegyveres erői (részletek); in: Válogatás szovjet hadtudományi írásokból; vál., szerk. Kocsis Bernát; Zrínyi, Bp., 1984